# 福永嫮生
福永 嫮生（ふくなが こせい（旧姓：愛新覚羅）、1940年（昭和15年）3月18日 - ）は、愛新覚羅溥儀の実弟である溥傑の次女。

## 人物・来歴
1940年（昭和15年）3月、溥傑と嵯峨浩（日本の侯爵家出身）夫婦の次女として、一時的に戻っていた母の出身地・東京の順天堂病院で生まれる。同年6月に父のいる満洲（現在の中華人民共和国東北部）に渡った。
1945年（昭和20年）日本の降伏とともに満洲国は崩壊し、父と母娘は生き別れとなった。嫮生は母とともに1年4か月にわたって国共内戦のなか中国大陸を流転した末、1947年（昭和22年）日本に引き揚げた（詳細は嵯峨浩#流転の日々を参照のこと）。
日本に引き揚げた後は、日吉（神奈川県横浜市港北区）に移っていた母の実家の嵯峨家で育つ。一方、父はソビエト連邦のハバロフスクや中華人民共和国の撫順・ハルビンで収容生活を送っていたため、日本に戻った当初は連絡すらも取れない状態であったが、1954年（昭和29年）に姉の慧生が中華人民共和国の首相・周恩来に「父に会いたい」という手紙を書き、それに感動した周により父との文通が認められた。
1957年（昭和32年）、慧生が交際していた学習院学生の図った無理心中により頭部を拳銃で撃ち抜かれて死亡（天城山心中）。その後学習院初等科・学習院女子中等科・学習院女子高等科を経て、1960年（昭和35年）3月、学習院女子短期大学家庭生活科卒業。
1960年（昭和35年）11月、父溥傑が釈放され、翌年母らとともに中国に渡り、父と16年ぶりに再会する。父母は北京（父の出身地）で再び夫婦生活を始めたが、嫮生は日本に戻り、日本に帰化した（母の浩が結婚した際、当時の帝室御用係・吉岡安直が嵯峨家に無断で浩の日本国籍を抜いてしまったことにより、浩と嫮生の当時の国籍は、在日華僑であった）。1963年（昭和38年）に再び中国に行き、1年程父母と一緒に過ごす。この頃タケダ化粧品の新聞広告に出たこともある。
その後、嵯峨家の祖母のもとで花嫁修業を行い、1968年（昭和43年）、母の妹・泰子の嫁ぎ先であり、嵯峨家と親交の深い福永家（兵庫県神戸市に所在）の次男（泰子の夫の姉の息子）・健治と結婚し、5人の子を儲けた。
現在は父母や伯父の溥儀が生きた時代の証言や、自身の体験や父母から学んだことを基にした日中友好や戦争体験の講演等で活動しており、母の著書『流転の王妃』の後日譚となる『流転の王妃 愛新覚羅溥傑・浩 愛の書簡』を発刊。2013年に父母の書簡などの遺品を関西学院大学に寄贈。兵庫県西宮市在住。

## 流転の記憶
敗戦時に5歳半であった嫮生は、1年5ヶ月の間、冬期には氷点下30度に及ぶ中国大陸で、6000kmの距離を母や愛新覚羅一族と共に、中国共産党の捕虜として流浪した。連行された先々で囚われの身となる中、幼い嫮生のみ外出を許され、一族や周りの様子を母に伝えるなどした。アヘン中毒で錯乱状態の婉容皇后と、それを世話する母の姿を見ている。
通化事件では、戦闘のただ中にあって目前で溥儀の乳母の右手が吹き飛ばされるなど、その「地獄絵図」は生涯脳裏から消えない記憶となった。凍傷や赤痢など身体の衰弱にも耐え、日本に帰国した嫮生は、母の実家・嵯峨家で暮らすようになって1年近く経っても、いつでも逃げ出せるように服と靴を風呂敷に包んで枕元に置いて寝る習慣が抜けなかったという。また、1年遅れて学習院初等科の受験面接で、「今までどこに住んでらっしゃいましたか」との問いに、「はい、監獄です」と答えて母を青くさせている。
父・溥傑の釈放後、再び中華人民共和国へ渡るが、幼い頃の恐怖の記憶があり、日本で育った嫮生は中華人民共和国への永住を躊躇していた。中国で「最後の皇帝一族」として生きるより、日本での平凡な生活を望む嫮生と、愛新覚羅家の後継者として、また唯1人となった娘を手元に置いておきたい両親との間で意見の相違があった。周恩来総理が親子の間を取りなし、国交のない時代の中華人民共和国と日本を自由に往来するようにとの配慮があり、嫮生は日本に戻り、日本に帰化した。

## 系譜
| 福永嫮生 | 父: 愛新覚羅溥傑 | 祖父: 愛新覚羅載灃 | 曾祖父: 愛新覚羅奕譞                      |
| 福永嫮生 | 父: 愛新覚羅溥傑 | 祖父: 愛新覚羅載灃 | 曾祖母: 側福晋劉佳氏                      |
| 福永嫮生 | 父: 愛新覚羅溥傑 | 祖母: 正妃幼蘭     | 曾祖父: 栄禄                              |
| 福永嫮生 | 父: 愛新覚羅溥傑 | 祖母: 正妃幼蘭     | 曾祖母: 側室劉佳氏                        |
| 福永嫮生 | 母: 嵯峨浩       | 祖父: 嵯峨実勝     | 曾祖父: 嵯峨公勝                          |
| 福永嫮生 | 母: 嵯峨浩       | 祖父: 嵯峨実勝     | 曾祖母: 中山南加                          |
| 福永嫮生 | 母: 嵯峨浩       | 祖母: 嵯峨尚子     | 曾祖父: 浜口吉右衛門                      |
| 福永嫮生 | 母: 嵯峨浩       | 祖母: 嵯峨尚子     | 曾祖母: 大橋いと（和歌山県大橋兵次郎の娘) |

## 編著
- 『愛新覚羅溥傑・浩書画集』中央公論事業出版 2014年、ISBN 9784895144216